# Mario Stanić
Mario Stanić (Sarajevo, 10. travnja 1972.), hrvatski umirovljeni nogometaš i bivši reprezentativac.
Svoju je nogometnu karijeru započeo u Željezničaru iz Sarajeva. Godine 1992. uspijeva pobjeći iz ratom zahvaćenog Sarajeva i dolazi u Zagreb te prelazi u zagrebački HNK HAŠK Građanski odnosno Croatia Zagreb,danas GNK Dinamo Zagreb). U Maksimiru provodi sezonu 1992/93 i osvaja s klubom naslov prvaka Hrvatske. Nakon toga prelazi u Sporting Gijon.
Godine 1995. otišao je u portugalsku Benficu, pa zatim u belgijski Club Brugge, u kojem je postao najbolji strijelac belgijske lige s 20 pogodaka. U Italiju odlazi 1996. godine gdje igra u Parmi u kojoj se zadržao 4 sezone, do 2000. godine, kad odlazi u Chelsea iz Londona. Prva utakmica u plavom dresu londonskog kluba zapamćena je po njegovom predivnom voleju koji je završio u mreži. No, nije tako nastavio pa je dolaskom Abramoviča, između ostalog i zbog teške ozljede koljena napustio klub i zaključio karijeru. 
Od 1995. igra u reprezentaciji Hrvatske. Zabilježio je 49 nastupa i 7 golova, a jedan od njih je i prvi gol Hrvatske na svjetskim prvenstvima, kojeg je zabio Jamajci u Francuskoj 1998. godine.
Nastupao je još na europskom prvenstvu 96., te na Svjetskom prvenstvu 2002.
Kao član reprezentacije 1998. dobitnik je Državne nagrade za šport "Franjo Bučar".
Zbog teške ozljede koljena sezone 2003./04. morao je prisilno završiti nogometnu karijeru.

## Vanjske poveznice
- "Moja priča", serijal (Ne)uspjeh prvaka s Mariom Stanićem, 8. 1. 2024. (YouTube)